# 格蘭 (中土大陸)
格蘭（Gram），是英國作家約翰·羅納德·瑞爾·托爾金（J.R.R. Tolkien）的史詩式奇幻作品《魔戒三部曲》中的虛構人物。
他是洛汗（Rohan）第八任國王。

## 名字
格蘭（Gram）一名是古英語，意思是「憤怒、殘酷、兇猛」Angry, cruel, fierce。

## 總覽
格蘭屬於北方人（Northmen）分支中的洛汗人（Rohirrim），是國王迪歐（Déor）的兒子及繼承人。不清楚他有沒有任何兄弟姊妹。他有一子一女，兒子是聖盔（Helm），而女兒是希爾德（Hild）。
他是洛汗第八位國王，也是王室第一支系的第八位國王。在格蘭任內，洛汗持續處於動盪，因為登蘭德人（Dunlendings）從艾辛格（Isengard）不斷襲擊洛汗。
他生於第三紀元2668年，死於2741年，享年73歲。

## 生平
格蘭在第三紀元2668年出生，應該是首都伊多拉斯（Edoras）出生。2718年，他的父親迪歐去世，由格蘭繼位。
2741年，格蘭去世，結束了23年的統治，由他的兒子聖盔繼位。

## 資料來源
1. 1 2 3 4 5 6  《魔戒三部曲》 2001年 聯經初版翻譯 附錄一帝王本紀及年表
2. ↑  Thain's Book: Gram 的存檔，存档日期2012-01-07.

| 前任： 迪歐 | 洛汗國王 | 繼任： 聖盔·鎚手 |